# Les Deux Sources de la morale et de la religion
 (mai 2024).
Les Deux Sources de la morale et de la religion est un ouvrage du philosophe français Henri Bergson paru en 1932.
Il s'agit du dernier ouvrage du philosophe. Sa réflexion sur la morale l'amène à discuter les approches sociologiques de son temps (Émile Durkheim, Lucien Lévy-Bruhl) en insistant particulièrement sur le concept d'obligation qu'il place au cœur des relations interindividuelles.
Il pose la distinction restée célèbre entre « société ouverte » et « société fermée » (qui sera reprise dans une autre perspective par Karl R. Popper dans La société ouverte et ses ennemis). Le dernier chapitre expose la vision de l'avenir de l'auteur et contient le passage célèbre sur le « supplément d'âme » dont le corps serait en attente, à la suite des possibilités extraordinaires que lui confère la technique. Cette réflexion est placée sous le signe de la dualité mécanique/mystique :

« Ne nous bornons donc pas à dire, comme nous le faisions plus haut, que la mystique appelle la mécanique. Ajoutons que le corps agrandi attend un supplément d'âme, et que la mécanique exigerait une mystique. Les origines de cette mécanique sont peut-être plus mystiques qu'on ne le croirait ; elle ne retrouvera sa direction vraie, elle ne rendra des services proportionnés à sa puissance, que si l'humanité qu'elle a courbée encore davantage vers la terre arrive par elle à se redresser, et à regarder le ciel. »

— Chap. IV : Remarques finales. Mécanique et mystique, PUF, p. 329-330
Et ce regard sur le « ciel » annonce la phrase de conclusion (demeurée aussi célèbre que le « supplément d'âme »), sur « la fonction essentielle de l'univers, qui est une machine à faire des dieux. ». Car, de bout en bout, la question centrale est celle de la mystique qui déifie les êtres.

## Table des matières
1. L'Obligation morale
2. La Religion statique
3. La Religion dynamique

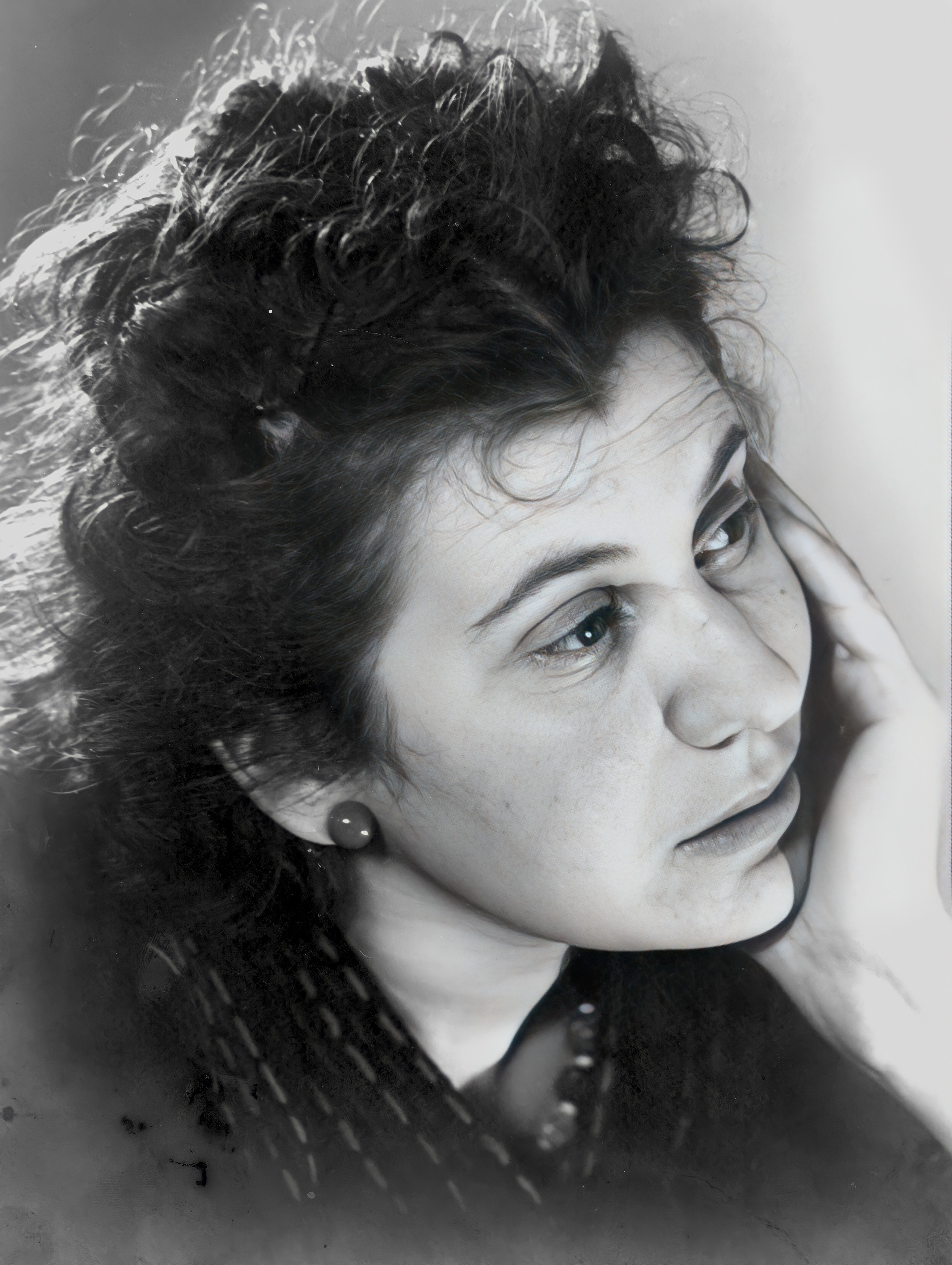
Etty Hillesum en 1940

4. Remarques finales. Mécanique et mystique.

## La question centrale de la mystique
La question centrale abordée dans ce livre est donc celle de la mystique, tant lorsque l'auteur oppose morale close et morale ouverte que lorsqu'il oppose religion statique (assimilée à la superstition) et religion dynamique.
Frédéric Worms considère la mystique chez Bergson « comme un concept-limite rendu possible par sa doctrine philosophique même, rejoignant un problème qui reste au centre de la philosophie de son époque et de toute époque. » On sait que Bergson a considéré les mystiques catholiques comme les plus authentiques (le Christ, François d'Assise, Catherine de Sienne, Jeanne d'Arc, Saint Jean de la Croix, Thérèse d'Avila, et al.).
Catherine Chalier, philosophe et spécialiste du judaïsme, cite cet extrait du journal d'Etty Hillesum : « Je retrouvais le contact avec moi-même, avec ce qu'il y a de plus profond en moi et que j'appelle Dieu et avec toi aussi. » 

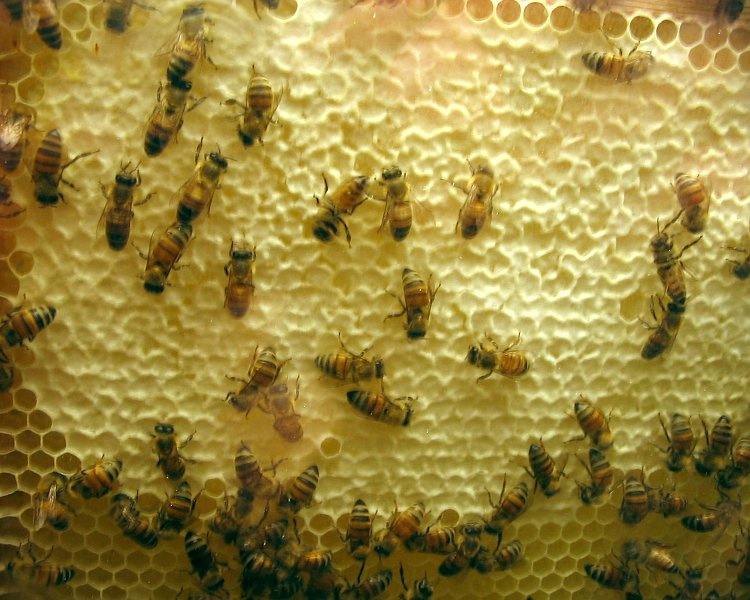
Intérieur d'une ruche artificielle.Il y a une analogie entre les sociétés animales et les sociétés humaines à certains égards dirigées aussi par l'instinct
La structure hexagonale utilisée par l'abeille depuis des millions d'années permet d'aménager le maximum d'alvéoles en utilisant un minimum de cire. On le pense depuis le IVe siècle, mais cela n'a été démontré qu'en 1999 par le « théorème du nid d'abeille ».

Elle rapproche la jeune Hollandaise d'origine juive morte à 29 ans à Auschwitz (novembre 1943), des grands mystiques : « Ce « plus profond » la relie en effet aux autres êtres humains et à tout ce qui vit car il est la source du « grand courant de vie » dont, à la façon de Bergson, Etty Hillesum pressent la force créatrice en elle-même aux jours où elle se tient en sa proximité. »

## Obligation morale: morale close et morale ouverte ( I: L'obligation morale)
Proche d'Émile Durkheim à cet égard, Bergson considère que la première morale, la morale close, est tout le système d'habitudes qui règlent notre conduite en fonction des exigences sociales et que l'on appelle ou que l'on rattache à l'obligation morale mais qui procède en réalité de la vie.
Elle correspond, écrit William Marceau « à ce qu'est l'instinct animal ; elle répond pour l'être intelligent à cet instinct qui unit entre elles les abeilles d'une ruche et les fourmis d'une fourmilière, aux habitudes qui assurent aux cellules d'un organisme un bon fonctionnement : les mœurs de l'homme sont inscrites dans sa nature comme celles de l'abeille et de la fourmi. »

### Appel contre obligation, héros et saints

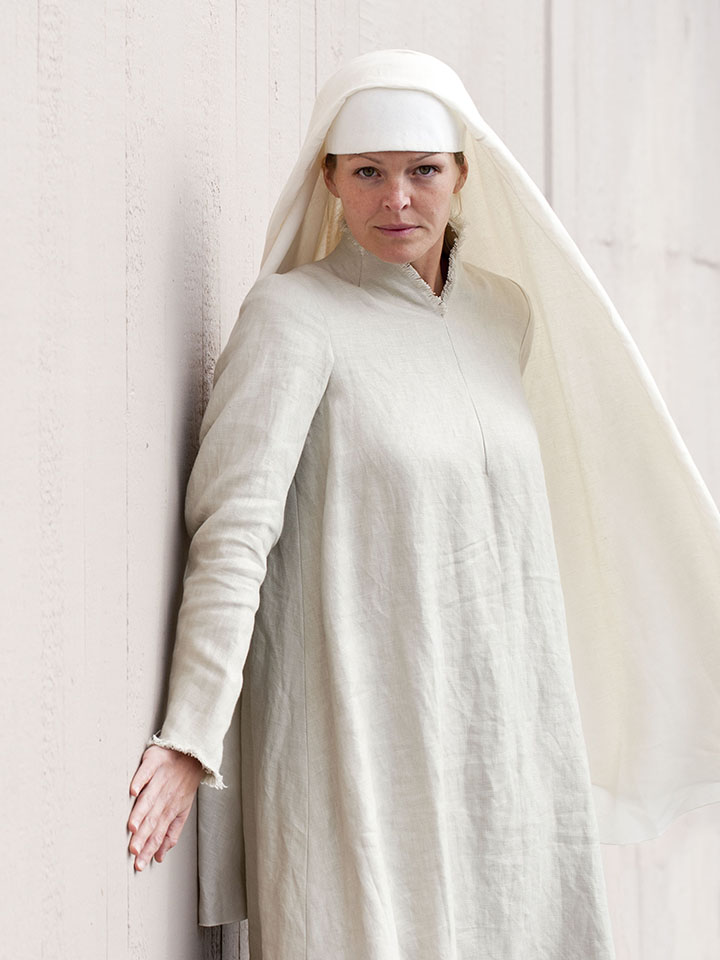
L'actrice Elin Rombo jouant Blanche de la Force dans l'opéra Dialogues des carmélites, production de l'Opéra royal de Stockholm en 2011 inspiré du Dialogue des carmélites de Georges Bernanos. Blanche, après le vœu du martyre, fuit ses compagnes, puis sous la mystérieuse influence de sa vieille prieure rejoint ses sœurs sur l'échafaud. Illustration rare de la Communion des saints.

La société qui fait pression sur nous de cette façon n'est pas l'humanité en général mais la famille, le clan, la tribu, bref une société close dont les impératifs loin de valoir comme ceux de la morale kantienne par exemple, pour tout être raisonnable en général, ne valent que pour des groupes à part et fermés. Elle est étrangère à l'élan vital dont est sortie l'humanité globale.
Au contraire, « la morale ouverte est l'appel du Héros, de l'homme supérieur, du saint ou du mystique », soulevé par « l'élan vital même et qui tâche d'entraîner les autres hommes à sa suite. Tels furent Socrate, Jésus-Christ surtout et les saints du christianisme. […] Ce n'est plus une pression, comme la société, qu'ils font peser sur les individus, pour les figer dans la routine et constituer une morale statique, c'est un appel qu'ils font entendre, une émotion qu'ils communiquent et qui pousse derrière eux les multitudes enflammées, avides de les imiter. » Ce qu'ils fondent est la morale ouverte. William Marceau, Jean Lebrec, Jacques Chevalier considèrent qu'il y a une présence de Bergson chez Malègue, en particulier dans son roman inachevé Pierres noires. Les classes moyennes du Salut, à travers notamment ce concept éponyme qui vise tant la morale close que la religion statique —morale close et religion statique que les saints, par leur vie même, appellent à dépasser. Pour Jean Lebrec, Les Deux Sources constituent « la colonne vertébrale » de Pierres noires.
Pour Lebrec, le salut par le saint s'opère chez Malègue dans l'invisible des « fils mystérieux d'une solidarité métaphysique. » rejoignant les « plus hautes notions catholiques de la Communion des saints […comme] chez Bernanos, dans L'Imposture (1927) et La Joie (1929), il fallut le sacrifice de l'abbé Chevance, puis de Chantal de Clergerie pour sauver Cénabre de son orgueil luciférien. » Comme dans Le Dialogue des Carmélites de Philippe Agostini et Raymond Leopold Bruckberger (scénario des mêmes d'après l'œuvre de Georges Bernanos), où, en acceptant de mourir dans la peur la vieille prieure transmet une novice qu'étreint l'angoisse morbide de la mort, Blanche de la Force, le courage de mourir en martyre.
Citant Bergson, Alain Bouaniche écrit que l'émotion ici en cause est différente de l'émotion superficielle qui ne concerne que nos « nerfs » ou encore du choc, de la sidération. Elle est plutôt, dit-il, « une totalité dynamique qui nous envahit, au point de se confondre avec notre volonté.» Ce qui est perçu au contact du héros ou du saint, n'est pas du même ordre que l'obligation dans la morale close. C'est ici de la morale ouverte, une obligation d'une toute autre nature, dont il est question : « ce n'est pas la société qui pèse du poids de l'habitude sur l'individu, mais l'individu écoutant, en lui-même, les résonances d'une émotion le libérant de ses habitudes, c'est-à-dire aussi bien de la société que de lui-même.»

### Lecture de cette distinction par Paul Ricœur

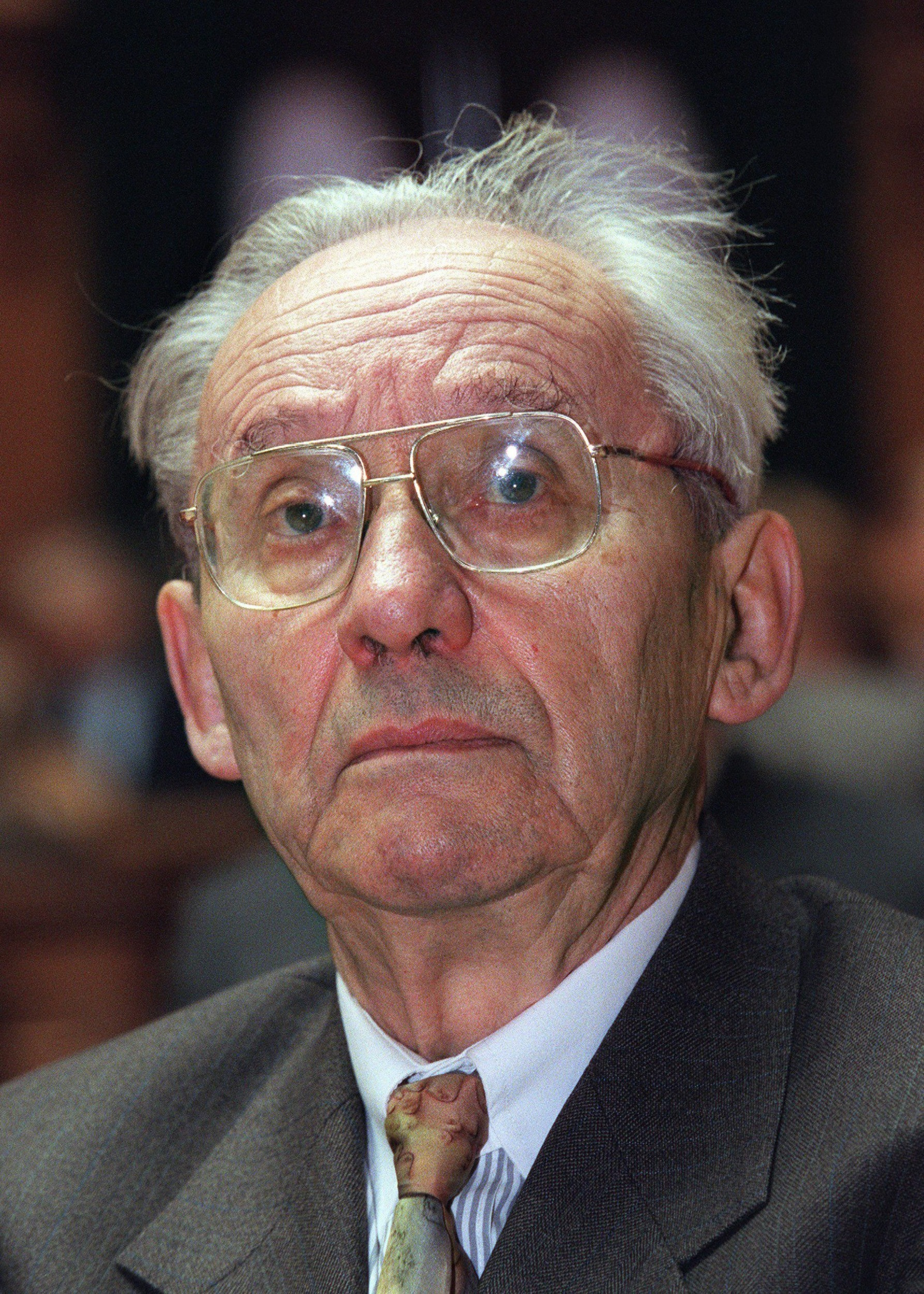
Paul Ricoeur en 1999.

Paul Ricœur a repris à son compte cette distinction entre obligation (tendant à la contrainte) et appel (dans le sens qui est celui de Bergson auquel il fait référence).
Il écrit : « L'obligation cesse d'être une contrainte quand les valeurs illustrées par les mœurs prennent le visage de quelqu'un, sont portées par l'élan de décisions vivantes, bref sont incarnées par des personnes authentiques […] Il paraît bien que la contrainte des impératifs moraux soit liée à leur anonymat […] plus une valeur comme la justice est incarnée par une conscience militante qui lui confère l'élan de son indignation et de sa générosité, plus la contrainte se convertit en appel. La contrainte est le signe d'une déshumanisation […] l'appel est le signe d'une création, d'une « historialisation » vivante des valeurs par des hommes eux-mêmes vivants. Contrainte et appel sont la limite inférieure et la limite supérieure des « représentations collectives » […] la zone du « social » […] a pour limite inférieure la contrainte ou l'esclavage où il n'y a plus de société ni de droit et où le vouloir est aliéné ; elle a pour limite supérieure l'amitié où il n'y a plus de société ni de droit, mais un appel libérateur, et où le vouloir n'est plus motivé, conseillé mais créé. »

## La religion statique (Chapitre II)
La religion statique est celle qui naturellement, via la fonction fabulatrice, face au « pouvoir dissolvant de l'intelligence », contre la représentation par celle-ci « de l'inévitabilité de la mort », et pour combler un « déficit éventuel de l'attachement à la vie » du fait de ce pouvoir dissolvant de l'intelligence et de l'inévitabilité de la mort qu'elle établit, crée « des fictions et des croyances qui s'opposent aux faits et aux représentations de l'intelligence.» La fonction fabulatrice crée des représentations « qui engendrent des superstitions » et qui « ont pour caractère commun d'être fantasmatiques ». La religion, définie comme statique « se définit donc d'abord par ses effets ou sa fonction : contrecarrer les « effets pervers » pour ainsi dire de l'intelligence; puis par son moyen ou ce qui assure cette fonction dans l'espèce humaine : l'ensemble des représentations agissantes ou idéo-motrices issues de la fonction fabulatrice, et des institutions ainsi suscitées dans toute société à des fins de cohésion et de clôture » Cependant ces effets peuvent être obtenus « depuis une autre source, différente en nature, même si elle peut et de fait vient toujours se greffer sur ce fondement naturel : il s'agit de l'expérience mystique, qui rompt avec la religion « statique » et dont le mélange avec elle donne lieu à ce mixte qu'est la « religion dynamique » elle-même. »

## Religion dynamique et expérience mystique (Chapitre III)
Le 8 mars 1932 Bergson déclarait à Jacques Chevalier à propos des Deux sources : « Si j'apporte, dans ces pages quelque chose de nouveau, c'est cela : je tente d'introduire la mystique en philosophie comme procédé de recherche philosophique.» 

### Le mysticisme fondement de la religion dynamique

Les ennuis de Thérèse d'Avila avec l'Inquisition témoignent de la « qualité de son action indifférente aux obstacles et problèmes humains »

Pour Bergson le déficit d'attachement à la vie peut trouver une autre solution dans la religion dynamique et le mysticisme qui en est le fondement.
Le mysticisme « est une prise de contact et par conséquent une coïncidence partielle, avec l'effort créateur que manifeste la vie. Cet effort est de Dieu, si ce n'est pas Dieu lui-même. Le grand mystique serait une individualité qui franchirait les limites assignées à l'espèce par sa matérialité, qui continuerait et prolongerait ainsi l'action divine.» 
La religion dynamique ne procède pas de la société, car le mystique saisit immédiatement Dieu grâce à son intuition. La religion dynamique « n'est donc pas le fruit d'une affabulation mais une certitude car l'âme du mystique est unie à ce qui lui donne la vie : « l'âme cesse de tourner sur elle-même, échappant un instant à la loi qui veut que l'espèce et l'individu se conditionnent l'un l'autre, circulairement. Elle s'arrête, comme si elle écoutait une voix qui l'appelle. Puis elle se laisse porter, droit devant. Elle ne perçoit pas directement la force qui la meut, mais elle en sent l'indéfinissable présence, ou la devine à travers une vision symbolique. Vient alors une immensité de joie, extase où elle s'absorbe ou ravissement qu'elle subit : Dieu est là, et elle en lui. Plus de mystère. Les problèmes s'évanouissent, les obscurités se dissipent : c'est une illumination. » 
Ce qui atteste de l'authenticité de cette expérience « c'est justement la qualité de son action indifférente aux obstacles et problèmes humains (pratiques ou intellectuels d'ailleurs) » et cette qualité « attestera de sa mysticité. »

### Rôle convergent des deux morales et des deux religions
Dans une intervention au colloque Bergson et la religion organisé par la Faculté protestante autonome de l'université de Genève les 30 novembre et 1er décembre 2006, Frédéric Worms signale en commençant son exposé que « C'est bien à la fois la morale et la religion qui convergent vers ce résultat dans le domaine social de l'opposition du clos et de l'ouvert.»
L'exposé oral de Genève en 2006 est repris en 2008 dans le chapitre introductif rédigé par Frédéric Worms au livre collectif dirigé par Ghislain Waterlot Bergson et la religion qui reprend l'intitulé du colloque de Genève mais n'y fait pas allusion. Worms écrit que « la distinction même entre le statique et le dynamique, dans la religion—et peut-être dans chaque religion—, est en réalité une reprise et une intensification de la distinction, établie d'abord en morale, entre le clos et l'ouvert.»

### Non pas savoir qu'est-ce que Dieu? (quid, sa nature), mais qui il est? (quis, sa personne)
Selon Anthony Feneuil, Bergson n'introduit pas là seulement la question de l'existence de Dieu dans sa philosophie puisqu'il en avait déjà parlé dans L'Évolution créatrice, une existence qu'il déduisait de données biologiques. Certes, l'existence d'un accord profond entre les diverses manières dont les mystiques parlent de leur expérience « est signe d'une identité d'intuition qui s'expliquerait le plus simplement par l'existence de l'Être avec lequel ils se croient en communication. » 

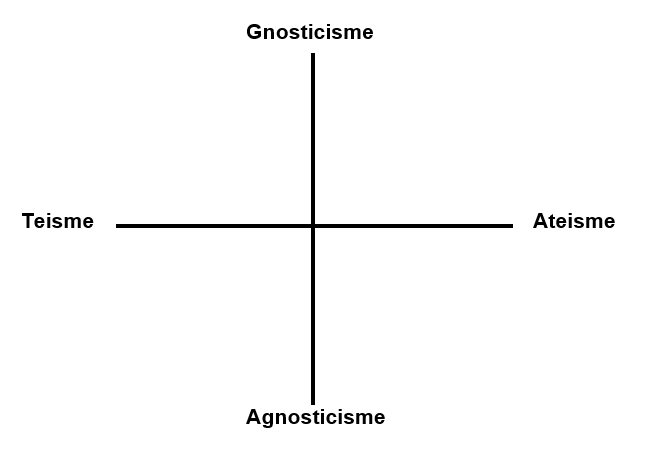
Les écueils à éviter dans le discours sur Dieu dont l'agnosticisme et l'anthromorphisme.

Et il est vrai aussi que la certitude de l'existence de Dieu, grandit tout en restant asymptotique. Mais l'apport essentiel du mysticisme, tel que Bergson l'étudie, est de rapprocher la philosophie de la théologie et de permettre une avancée dans la connaissance de la nature de Dieu d'un point de vue strictement philosophique.
Si la philosophie peut formuler l'essence de l'expérience mystique, elle pourra aussi parler de la nature de Dieu (même si cette « nature de Dieu » porte plus sur le « quis? (qui? )» (et donc la personne, son nom propre), que sur le « quid? quoi? » plus « thomiste » (et un nom commun)).
Face à l'expérience mystique, le philosophe doit éviter l'écueil de l' « anthropomorphisme » (plaquer des conceptions philosophiques sur cette expérience), mais aussi celui de l' « agnosticisme » qui consisterait à penser qu'il n'est pas possible d'en parler. La démarche du philosophe qui veut connaître la nature de Dieu à travers l'expérience mystique prend deux directions : « vers l'extérieur, dans la recherche de la spécificité irréductible de l'expérience mystique; vers l'intérieur, dans la recherche d'une intégration conceptuelle de la formule de cette expérience. » Deux écueils sont donc à éviter, l'anthropomorphisme qui réduirait l'expérience mystique de Dieu à des préconceptions philosophiques, l'agnosticisme, parce que la singularité de l'expérience mystique n'interdit pas au philosophe d'en parler (les mystiques parlent avec rigueur de leur expérience et les expériences des mystiques chrétiens ont énormément de points en commun, indépendamment du dogme, selon Bergson) et par là de parler de Dieu.

### La question de la Personne
Ce qui précède - et notamment le fait que la question « quis? » se substitue à la question « quid? » - explique que Bergson dans Les Deux Sources va travailler la notion de personne. Le mysticisme mis en formule, pense Bergson, c'est que Dieu est amour et qu'il est objet d'amour. Formule sur laquelle la mystique est intarissable : « ce qu'elle dit clairement, c'est que l'amour divin n'est pas quelque chose de Dieu : c'est Dieu lui-même...» Mais qu'en est-il du concept de personnalité appliqué à Dieu? Il existe en réalité chez Bergson deux conceptions de la personne.
La première trouve sa source dans l'Essai sur les données immédiates de la conscience. Dans cette conception, « la personne s'identifie strictement à la continuité de changement qui fait son histoire». C'est-à-dire aussi que « L'effort de la personne humaine n'est jamais que la reprise d'un donné qui lui est extérieur : les actes qu'elle a déjà accomplis, eux-mêmes toujours dépendants du monde dans lequel elle s'insère.»
La deuxième s'élabore lentement à travers plusieurs textes qui vont trouver leur accomplissement dans Les Deux Sources. L'exemple que propose Anthony Feneuil est celui de la conférence de 1911 L'intution philosophique parue dans La pensée et le Mouvant Paris, PUF, 2009 et qui prend l'exemple de la musique de Beethoven : « Il ne pouvait formuler ce qu'il avait dans l'esprit sans se sentir obligé de corriger sa formule, puis de corriger sa correction : ainsi, de théorie en théorie, se rectifiant alors qu'il croyait se compléter, il n' a fait autre chose, par une complication qui appelait la complication et par des développements juxtaposés à des développements, que rendre avec une approximation croissante la simplicité de son intuition originelle.» 

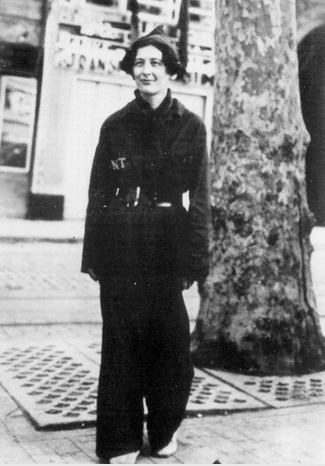
Simone Weil durant la guerre d'Espagne, de l'engagement à l'extrême-gauche à la mystique.

Avec Les Deux Sources, l'intuition de Beethoven devient émotion (émotion supra-intellectuelle) : « Tout le long de son travail d'arrangement, de réarrangement et de choix, qui se poursuivait sur le plan intellectuel, le musicien remontait vers un point situé hors du plan pour y chercher l'acceptation ou le refus, la direction, l'inspiration : en ce point siégeait une indivisible émotion que l'intelligence aidait sans doute à s'expliciter en musique, mais qui était elle-même plus que musique et plus qu'intelligence.» Anthony Feneuil commente comme suit : « l'identité de la personne comme émotion est indépendante de l'histoire vécue par cette personne, des événements au cours desquels elle se crée, parce que l'émotion n'est pas immanente à l'acte créateur qu'elle provoque, comme l'intuition d'un philosophe n'est pas immanente à sa philosophie, et parce que « si Spinoza avait vécu avant Descartes, il aurait sans doute écrit autre chose que ce qu'il a écrit, mais que Spinoza vivant et écrivant, nous étions sûrs d'avoir le spinozisme tout de même ».» Cette seconde conception de la personne est-elle en opposition avec la première? Toute une discussion doit se mener.

### L'effort pour être une Personne
Entre 1910 et 1916, nous dit A. Feneuil, Bergson introduit la notion d'effort dans sa conception de la personne. Il l'introduit d'abord négativement. Les troubles de la personnalité seraient dus à une insuffisance de l'élan pour être une personne ou de l'effort pour l'être : « dans un cas, la conséquence est un dédoublement de la personnalité, c'est-à-dire une incapacité de réunir tous ses souvenirs en une continuité, et dans l'autre cas des névroses qui bloquent l'action telles que phobies, manies ou impressions d'irréalité.»
Avec la conférence sur la Personnalité à Madrid en 1916, la pensée de Bergson prend une direction quelque peu différente : l'effort pour être une personne est un effort qui coûte énormément et le négatif (les défauts de l'élan à être une personne) d'abord conçu comme un déficit de la personnalité humaine, rentre maintenant dans une normalité : « Il est fatigant d'être une personne, comme il est fatigant de rester droit et de marcher sur ses deux pieds. Pour adopter cette attitude, il a fallu un effort épuisant, un effort qui coûte peut-être plus qu'il ne semble.»
Bergson s'oriente déjà cette époque, selon A. Feneuil, vers les questions de religion, sa théorie du mysticisme est déjà acquise, semble-t-il, vers 1916. Il en va de même des idées sur la religion et la société close. Pour Bergson, dès cette époque, la forme la plus haute de la personnalité, « le meilleur accomplissement pour être une personne », n'est plus la personnalité humaine comme continuité de changement, c'est l'émotion supra-intellectuelle qui est pur effort comme en Dieu. C'est ce qui différencie les hommes de Dieu : « La personne, telle Dieu, identifiée à une émotion supra-intellectuelle, est pur effort, alors que l'effort de la personne comme continuité de changement pour maintenir son passé en contact avec son présent, s'il est sans cesse soutenu, n'est jamais pur, précisément parce qu'il consiste à composer avec ce qui existe déjà, le passé.»

### De la personne des hommes à la personne de Dieu

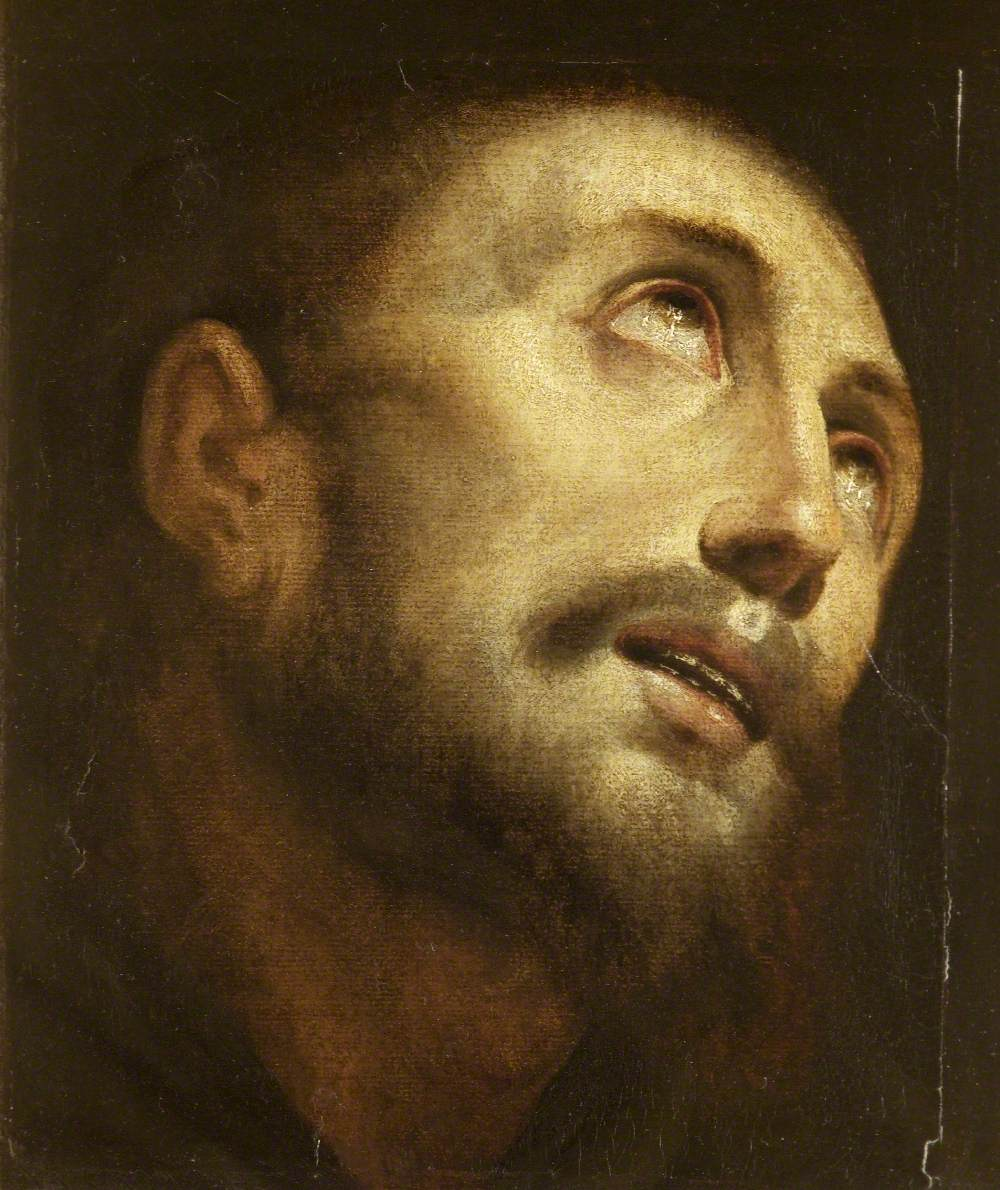
François d'Assise en extase, huile et papier sur toile, 1800, école italienne

En réalité les exemples que donne Bergson de personnes qui coïncident sans effort avec leur émotion, sont des personnes humaines. Mais deux choses sont à prendre en considération : ce sont des êtres exceptionnels comme de véritables philosophes, de grands créateurs « de l'art, de la science et de la civilisation en général ».
En outre ce que Bergson laisse supposer, c'est que le rapport de l'artiste à son œuvre est celui qui existe entre l'émotion et l'acte créateur dans la personne de Dieu. Ce n'est pas Beethoven qui coïncide avec l'émotion à l'origine de sa symphonie, mais seulement le compositeur de la symphonie : « Autrement dit, l'émotion créatrice de la symphonie n'unifie pas toute la personne de Beethoven mais seulement cet ensemble d'actes que constitue la symphonie, comme l'intuition à l'origine de la philosophie de Spinoza n'unifie pas toute la personne de Spinoza mais seulement Spinoza philosophe. Cela signifie que l'effort donné par Spinoza ou Beethoven dans leur émotion ne leur permet pas de se simplifier en tant que Baruch Spinoza ou Ludwig van Beethoven, mais plutôt de laisser naître une nouvelle personne, une personne en un sens proche du sens adéquat à la personne de Dieu, une personne coïncidant avec son émotion.
Mais cette personne n'est pas la personne qu'ils sont de leur naissance à leur mort et qui ne peut se définir que comme une continuité de changement. La création artistique est ainsi une sortie hors de soi, une extase, ou plutôt la création d'un soi différent de la continuité de changement que l'on est de sa naissance à sa mort. Elle est, si l'on veut, une extase mais une extase aboutissant à la création d'une nouvelle personnalité correspondant à l'œuvre.»
Frédéric Worms renchérit sur la sorte de « personne » coïncidant avec son émotion qu'est l'œuvre d'art, citant Les Deux Sources... : « À l'image que [la création littéraire] peut donner d'une création de matière par la forme, devra penser le philosophe pour se représenter comme énergie créatrice l'amour ou le mystique voit l'essence de Dieu. » Et Péguy : « Homère est nouveau ce matin, et rien ne peut être aussi vieux que le journal d'aujourd'hui.» L'unité ultime de l'œuvre d'art réside dans l'émotion qui est à sa source, émotion qui constitue l'artiste en tant qu'artiste. Quand il s'exprime en tant qu'artiste, l'artiste transcende la continutité de changement (qu'il est aussi comme personne humaine historique), et cela à l'instar de Dieu lui-même. C'est comme si pour l'être humain, le fait de coïncider avec son émotion était un appel au dépassement. Il faut dire aussi que l'émotion quand il s'agit de la personne humaine est une émotion créatrice tandis que l'émotion à laquelle s'identifie Dieu, c'est l'amour : « L'amour divin n'est pas quelque chose de Dieu, c'est Dieu lui-même.» 
De l'émotion artistique ou philosophique de quelqu'un d'autre que soi, on ne peut se rapprocher que par les œuvres ou la pensée exprimée. Le problème de « savoir comment une personne humaine, personne comme continuité de changement, pourrait devenir une personne au sens où Dieu est une personne, au sens de l'émotion (...) est immédiatement lié à celui de la connaissance de Dieu : la personne de Dieu étant une émotion, et une émotion ne pouvant être connue qu'en étant éprouvée, connaître Dieu ne saurait signifier qu'éprouver l'émotion qu'il est et, par là même, l'être également.»

## La connaissance de Dieu par la mystique (Chapitre III (suite))

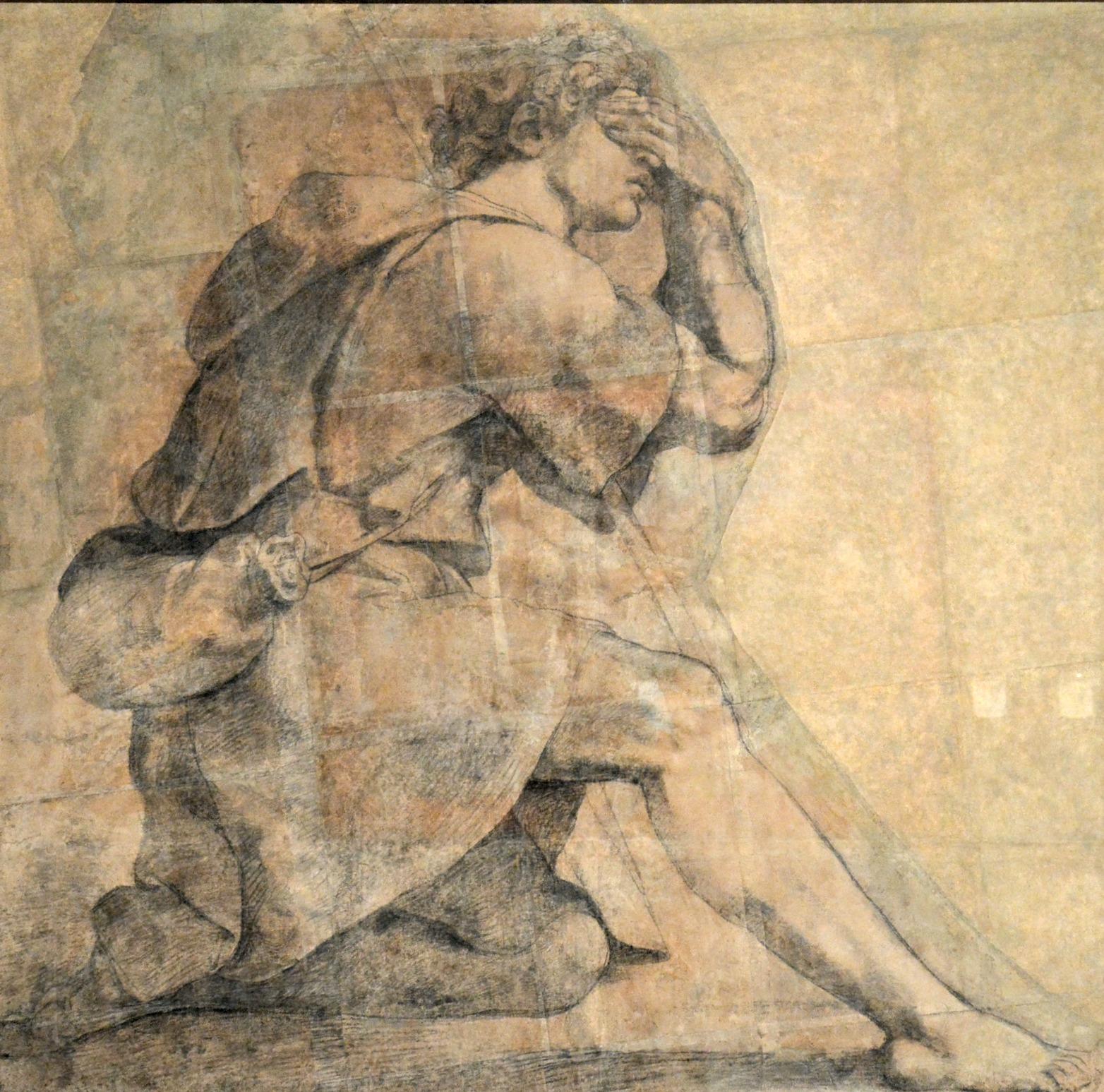
Moïse devant le Buisson ardent de Raphaël. Image de couverture de l' ouvrage de Michel de Certeau La Faiblesse de croire.

D'emblée Bergson écarte l'idée d'une connaissance de Dieu par analogie qui est le propre du thomisme et qui consiste à penser que les qualités les plus hautes de l'homme - la personnalité le sens de la Justice par exemple - se retrouvent en Dieu mais à un degré éminemment parfait et absolument sans commune mesure avec ce que ces attributs sont pour l'homme. Pour Bergson le problème central n'est pas celui de l'analogie, il est celui de savoir comment il est possible à l'âme du mystique « de se [laisser] pénétrer, sans que sa personnalité s'y absorbe, par un être qui peut immensément plus qu'elle, comme le fer par le feu qui le rougit ».

### Comment la personne du mystique demeure elle-même
La véritable unicité de la personne ne tient pas à son effort pour rester elle-même à travers tous les changements de son existence (ainsi que Bergson l'a écrit dans ses œuvres antérieures). On l'a vu avec l'intuition philosophique profonde. L'unité du spinozisme et de son intuition profonde ne tient pas aux éléments repris du cartésianisme ou de l'aristotélisme des docteurs juifs contemporains de Spinoza, elle est au-delà de cette continuité de changement. L'unicité de la personne humaine n'est pas assurée par la continuité de changement. Nous en prenons conscience lorsque nous nous posons la question de savoir ce que nous aurions fait dans des circonstances que nous n'avons pas connues : « Cette question, proprement insensée si la personne s'identifie à la continuité de ses changements, ne prend son sens que comme témoignage de notre résistance à fonder l'unicité de la personne, et donc sa consistance absolue plutôt que relative comme dans l'individualité, sur la continuité des événements qu'elle traverse. Car derrière cette question paraît l'idée que j'aurais pu être la même personne tout en ayant été une continuité de changement différente, mais mue, sans doute par le même type d'effort créateur - la même émotion (...) J'aurais pu être moi tout en étant un autre, en ayant vécu d'autres choses. Je m'en donne la preuve en écrivant des romans, dont chacun des personnages n'est que ce que j'aurais été en d'autres circonstances. Pour la personne comme continuité de changement comme pour l'individu qu'elle suppose, l'irréductible altérité d'autrui est le seul rempart de son unicité. En d'autres termes, comme l'individu la personne comme continuité de changement reste close.» 
L'émotion supra-intellectuelle dont il est ici question est aussi appel et relation, mais une relation préexistante à la relation entre des individus distincts, la relation en tant que relation - « joie, tristesse, pitié, sympathie» -, constitutive de ses termes. Bergson donne une idée de ce que peut être cette relation difficile à exprimer en mots en parlant de la musique et des sentiments qu'elle exprime et dont nous venons de parler : « À vrai dire elle [la musique] n'introduit pas ces sentiments en nous; elle nous introduit plutôt en eux, comme des passants qu'on pousserait dans une danse.»

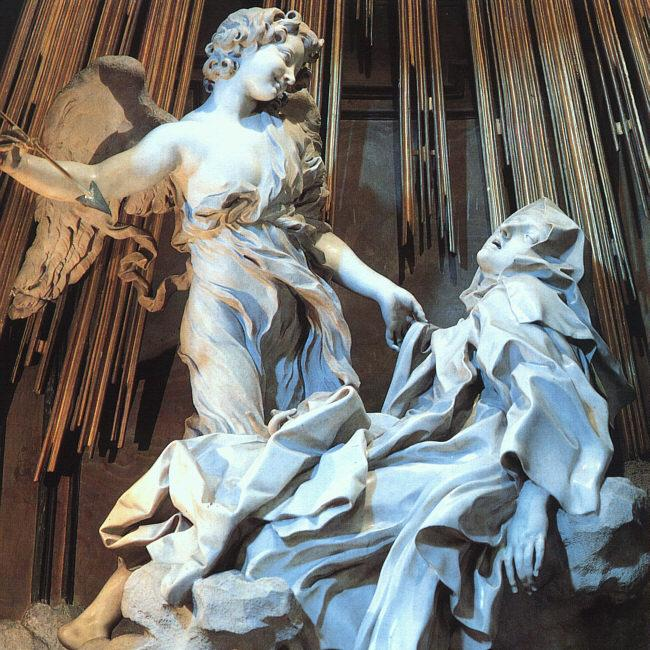
Représentation de la transverbération de Thérèse d'Avila par Le Bernin.

En tant qu'émotion, la personne est extase, c'est-à-dire sortie de soi vers l'autre, constitutive du soi et de l'autre. Face à une œuvre d'art, l'artiste et le spectateur ne sont rien d'autre que l'œuvre d'art, mais c'est en même temps celle-ci qui les institue chacun à leur place. Cependant, si l'on peut comprendre que l'acte de création artistique, comme émotion, crée une relation constitutive de personnalités, soit un créateur d'un côté, un spectateur de l'autre, ces personnalités ne se confondent pas avec les personnes de cet artiste et de ce spectateur comme continuité de changement de leur naissance à leur mort.
Dans le cas de l'union mystique, la difficulté est de comprendre comment une personne (fatalement continuité de changement), peut devenir l'émotion à l'origine de cette continuité. Et aussi de comprendre comment une personne se crée elle-même, non au sens où elle est continuité de changement, mais au sens absolu ou divin de l'effort de reprise lui-même. Il existe une différence entre l'émotion d'amour éprouvée par le vrai mystique et l'émotion éprouvée devant l'œuvre d'art. Dans le cas de l'œuvre d'art, si je me retrouve dans l'émotion éprouvée avec l'artiste dans l'œuvre, elle fait de moi une autre personne, pense A. Feneuil. Et il poursuit : « Certes, l'amour mystique est une « extase où [l'âme] s'absorbe.»» Néanmoins, la personnalité du mystique, qui connaît également une extase, une sortie de soi, elle, n'est pas absorbée. Le mystique est ainsi aimé pour lui-même, imprimant même à l'amour « la marque de sa personnalité ».» Quittant donc sa personnalité comme continuité de changement, et bien qu'il possède une personnalité créée, le mystique sort de lui-même, non pas pour devenir autre (il garde sa personnalité historique concrète), comme dans l'émotion face à l'œuvre d'art, mais « pour devenir son propre créateur.» 
C'est ce qui fait dire à Frédéric Worms que «Le mysticisme complet est (...) la participation à l'action divine...» Ou encore : « le mystique reste un homme, même si son humanité est transcendée par sa participation à une action d'une intensité supérieure...» Pour le répéter avec A. Feneuil, « le mystique sort de lui-même pour devenir son propre créateur>.» Il livre le secret de la création, lié au fait que l'amour, étant exigence de réciprocité, la création est impliquée dans l'amour de Dieu : « Les mystiques sont unanimes à témoigner que Dieu a besoin de nous, comme nous avons besoin de Dieu. Pourquoi aurait-il besoin de nous sinon pour nous aimer? Telle sera bien la conclusion du philosophe qui s'attache à l'expérience mystique. La création lui apparaîtra comme une entreprise de Dieu pour créer des créateurs, pour s'adjoindre des êtres dignes de son amour.» Il suffit d'ajouter à ceci que le mystique étant participation à l'action divine elle-même, l'entraîne ipso facto dans l'amour universel des êtres à travers l'action (jamais la seule contemplation). C'est justement, selon Bergson, « la qualité de son action, indifférente aux obstacles et problèmes humains (pratiques ou intellectuels d'ailleurs), qui attestera de sa mysticité.»

### La connaissancephilosophiquede Dieu via les mystiques
Elle permet, tout en évitant l'anthropomorphisme (assimiler Dieu à une sorte d'être humain supérieur) et l'agnosticisme (le considérer comme parfaitement inconnaissable), de penser Dieu autrement que par analogie (c'est-à-dire en lui attribuant les qualités les plus hautes - la personnalité par exemple -, mais en corrigeant cette attribution en soulignant que la personnalité chez Dieu revêt un sens sans commune mesure avec ce qu'est la personnalité chez l'être humain). Bergson n'a pas besoin de cette théorie ou de cette méthode de l'analogie puisque la définition de Dieu comme effort pur, comme émotion absolue le distingue radicalement de la continuité de changement qu'est la personne humaine. Ce qui signifie également le définir, sur la base de l'expérience des mystiques, comme amour (« l'amour de Dieu n'est pas quelque chose de Dieu, c'est Dieu lui-même »). Tout en distinguant Dieu de la personne humaine, la définition de Dieu comme amour permet d'éclairer la relation de Dieu au mystique : par elle, Dieu l'invite à devenir pleinement lui-même en devenant le principe de sa création. La théorie de l'analogie suppose une distance infinie entre Dieu et la créature, distance infinie dont l'expérience mystique est le démenti.
Ceci a comme conséquence que la connaissance de Dieu est différente de la connaissance discursive, consistant à introduire une chose particulière dans un ordre général en lui donnant un nom commun. Une théorie de l'analogie vise à déterminer la nature de Dieu son quid (son quoi : ce qu'il est). « Au contraire, Si Dieu se donne dans la relation personnelle entretenue avec lui, alors il n'est pas connu dans son quid, mais dans son quis [littéralement son qui] : il n'est pas connu conceptuellement mais personnellement, et une théorie de l'analogie n'a plus de sens (...) Bergson, en thématisant l'identité entre émotion et personne, dépasse les difficultés du discours analogique sur Dieu. Cette identité, en effet, permet de comprendre que dans le terme d' amour, la nature de Dieu ne se donne jamais qu'à travers sa personne. L'amour est le nom propre de Dieu : il le désigne dans la relation que nous pouvons entretenir avec lui, sans jamais l'insérer dans le réseau conceptuel de nos connaissances discursives.»

#### Le Dieu de Bergson n'est pas leDieu des philosophes et des savants? Est-il celuid'Abraham, d'Isaac et de Jacob?

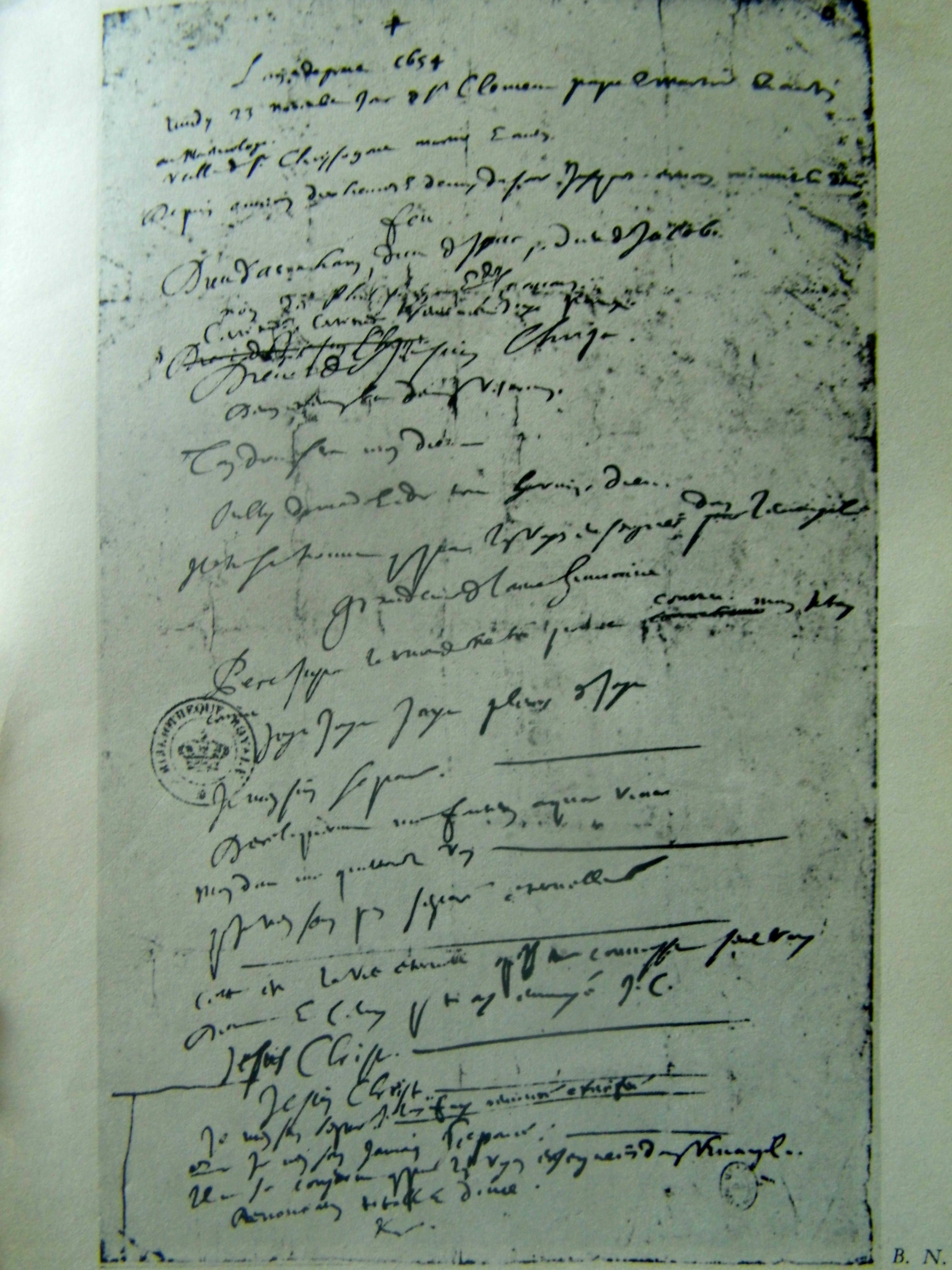
Mémorial de Pascal : son expérience religieuse relatée dans l'autographe trouvé à sa mort dans la doublure de son vêtement sur la nuit d'extase du 23 novembre 1654 et la rencontre du Dieu d'Abraham, Dieu d'Isaac, Dieu de Jacob, non des philosophes et des savants.

On connaît la fameuse phrase de Pascal lorsque pour rendre compte de son expérience mystique il oppose le Dieu d'Abraham, d'Isaac et de Jacob au Dieu des philosophes et des savants. Pour Frédéric Worms, le Dieu de Bergson « n'est ni un « concept », ni « une chose », ni une « personne » si du moins on veut isoler cette personne où elle se révèle chez ceux privilégiés qui la ressentent et qu'elle « consume »». Mais il ne tranche pas la question de savoir s'il est le Dieu dont parle Pascal en se référant à ceux qu'Il a rencontrés selon la Bible et entoure de la même interrogation l'affirmation de Maurice Merleau-Ponty selon laquelle cette pensée de Bergson serait une « philosophie religieuse extraordinaire, très personnelle et à certains égards pré-chrétienne»».»

#### Comment le philosophe connaît-il Dieu à travers le mystique?
À première vue cette question ne soulève pas de difficultés puisque la définition de Dieu comme amour implique l'appel lancé par Dieu aux mystiques, mais aussi l'appel lancé par le mystique à reconnaître cette réalité, appel lancé à toute l'humanité, donc aux philosophes également. Dans l'ordre cognitif l'intuition du philosophe est première puisque c'est elle qui indique la direction dans laquelle aller chercher ce qui fait l'essentiel du discours mystique. Mais en droit, cette intuition est seconde parce qu'elle n'est que l'écho dans l'âme philosophique de l'appel du mystique à devenir une personne , dans une relation d'amour au mystique et à Dieu. C'est parce que le philosophe a perçu l'enthousiasme de l'appel des mystiques, l'appel de l'amour qu'ils sont, qu'il peut théoriser cette expérience et Dieu. À condition, bien entendu, de bien voir que les philosophes, dira A. Feneuil, ne savent pas ce que sont les mystiques (leur effort peut être de Dieu ou Dieu lui-même, a écrit Bergson, ce qui entraîne que la question soit posée de savoir s'ils ne sont pas eux-mêmes divins), mais qui ils sont.

#### Un dernier problème lié à celui du Christ: combien y a-t-il de mystiques différents?
Nous avons vu plus haut que l'intuition à l'origine de la philosophie de Spinoza n'unifie pas toute la personne de Spinoza mais seulement Spinoza philosophe, une nouvelle personne, une personne en un sens proche du sens adéquat à la personne de Dieu, soit une personne coïncidant avec son émotion. Cette intuition du Spinoza philosophe, nous le saisissons à travers des images médiatrices, c'est-à-dire des images suggérant la direction dans laquelle chercher mais qui ne nous donnent pas la chose même. Les mystiques peuvent-ils être compris dans ce sens, c'est-à-dire qu'ils seraient à l'émotion définissant la personne de Dieu ce qu'est l'image médiatrice à l'intuition du philosophe? Or Bergson pense que « si les grands mystiques sont bien tels que nous les avons décrits, ils se trouvent être des imitateurs originaux mais incomplets, de ce que fut complètement le Christ des Évangiles .» Il a souvent dit que les mystiques étaient la relation d'amour à Dieu, mais qu'ils se distinguaient par la place occupée dans cette relation. Pour A. Feneuil, si on prend ceci au pied de la lettre, cela veut dire qu'il y a « autant de personnes divines que de mystiques». Si ceci ne vaut que pour le Christ, cela veut dire que les mystiques en tant que mystiques ne sont qu'une seule et même personne. Et que le Christ serait cette personne que sont les mystiques en tant que tels. Or la conception de l'Incarnation chez Bergson pose problème puisqu'il écrit : « Par le fait, à l'origine du christianisme, il y a le Christ. Du point de vue où nous nous plaçons, il importe peu que le Christ s'appelle ou ne s'appelle pas un homme. Il n'importe même pas qu'il s'appelle le Christ. Ceux qui sont allés jusqu'à nier l'existence de Jésus n'empêcheront pas le Sermon sur la montagne de figurer dans l'Évangile, avec d'autres divines paroles.» Ceci « reviendrait à dire que le processus décrit comme une divinisation de l'homme, la sortie de sa personnalité individuelle comme retour à soi dans le secret de sa création, n'aurait de sens que dans le Christ; que tous les hommes ne pourraient être l'émotion qui les constitue que dans la personne du Christ .» Le maintien de la primauté du Christ, sa complétude en tant que mystique s'explique parce que reste impensable l'idée d'un individu vraiment humain « acteur de ses actes depuis sa naissance.»

##### Place de la philosophie et place de la foi
Ceci a comme conséquence que le philosophe en tant que philosophe ne connaît pas l'amour pur de Dieu : « Il ne le connaît pas, parce que pour un individu humain, rien n'est jamais accessible que par les formes de l'expérience humaine, les sens et l'intelligence, et leur dépassement même ne peut s'opérer que par leur biais. De même que les interprètes d'un philosophe n'ont accès à son intuition que par l'image médiatrice de sa philosophie, le philosophe n'a accès à la personne de Dieu que par les individus que sont les mystiques. Il faudrait, pour que le philosophe - qui n'est pas encore un mystique - eût accès à l'amour pur, qu'il pût voir un individu créateur, de sa naissance à sa mort, ce qui semble à Bergson naturellement impossible, et ce qu'est justement l'incarnation. C'est donc là, sur cette question précise de l'incarnation, et de la possibilité d'accéder directement à l'amour pur qu'est laissée une place à la foi. Connaissant uniquement tel ou tel amour qu'est tel ou tel mystique, le philosophe ne reçoit pas l'appel mystique dans sa pureté, ne pouvant s'empêcher, lui humain encore, de voir dans le mystique l'humain que celui-ci fut. En d'autres termes, et paradoxalement, voire tragiquement, ce sont les caractéristiques individuelles des mystiques - c'est-à-dire les imperfections de leur mysticité - qui constituent, pour le philosophe, les indications de la direction dans laquelle chercher l'amour. Mais cet amour lui reste un point vide, une exigence vers laquelle tendre, et vers laquelle l'orientent les exemples que sont tels ou tels mystiques auxquels sa situation individuelle le rend particulièrement sensible.»

##### Autres solutions à cette question de la place du Christ
La phrase de Bergson qui justifie toute la discussion ci-dessus est la suivante : « Disons simplement que, si les grands mystiques sont bien tels que nous les avons décrits, ils se trouvent être des imitateurs originaux, mais incomplets, de ce que fut complètement le Christ des Évangiles.»
Henri Gouhier pense que cela signifie qu'il y a une opération indépassable réalisée par le Christ qui explique sa place singulière et sa primauté parmi les mystiques. Étienne Borne considère lui que cette incomplétude de fait des mystiques autres que le Christ ne rend pas impossible la venue d'un nouveau Christ.
Selon Feneuil, ces deux réponses ne sont pas satisfaisantes parce que la première ne propose aucune solution quant à la possibilité d'égaler le Christ. Quant à la seconde, celle d'Étienne Borne, elle est contradictoire avec les déclarations de Bergson quant à sa proximité d'avec le catholicisme. Notamment dans son testament rédigé en 1937 (où il témoigne de sa conversion à cette religion) et partiellement rendu public en 1941.

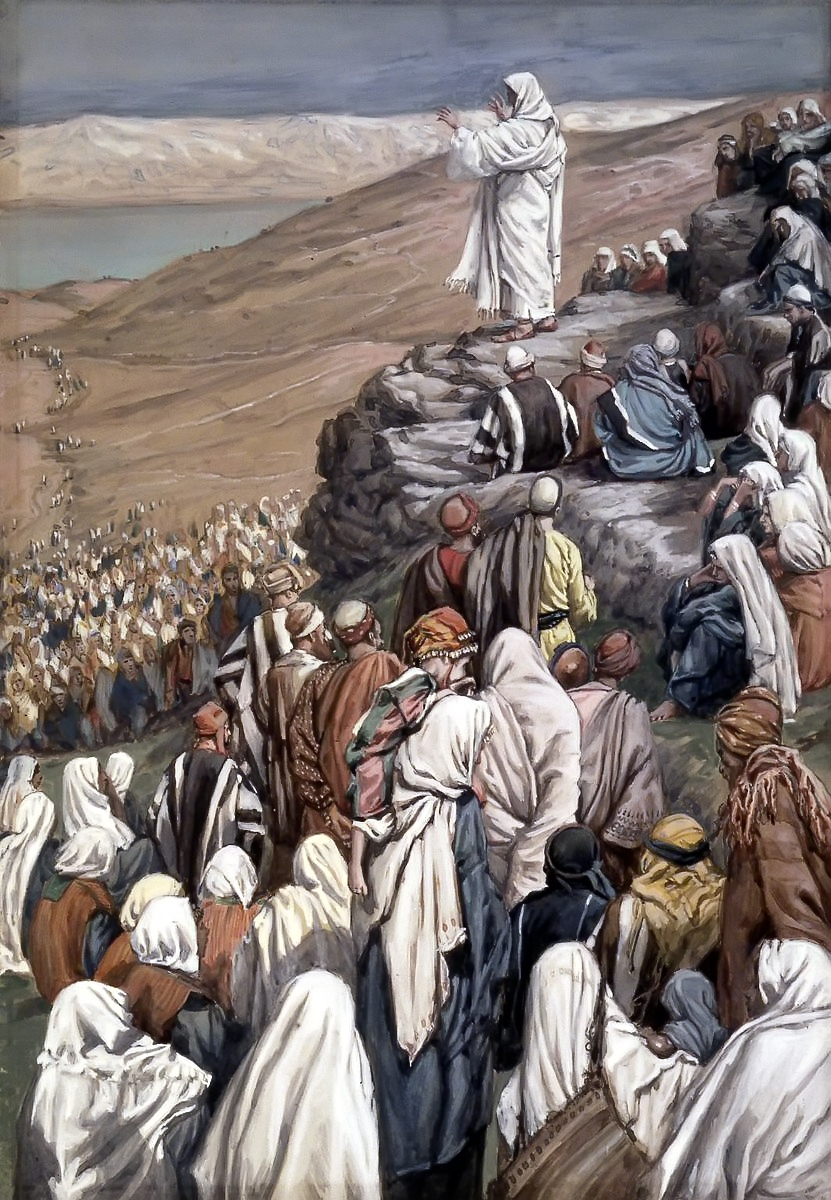
Le Sermon sur la montagne des Évangiles : l'amour des ennemis est une morale (et mystique) indépassables, selon Bergson.

Maurice Merleau-Ponty a écrit cependant dans son Éloge de la philosophie, rappelant que Bergson ne s'était pas converti pleinement ou ouvertement de son vivant en raison des liens avec son peuple : « On dira : si le philosophe pense vraiment qu'une Église détient les secrets de la vie et les instruments du salut, il ne peut mieux servir les autres qu'en la servant sans réserves. Mais c'est sans doute l'hypothèse qui est vaine : par le choix même qu'il a fait, Bergson atteste qu'il n'y a pas pour lui de lieu de la vérité, où l'on devrait aller la chercher coûte que coûte, et même en brisant les rapports humains et les liens de vie et d'histoire.»

##### Morale ouverte et religion dynamique se rejoignent
Pour Bergson, l'humanité des mystiques s'étend par-delà et a quelque chose d' « indéfini », allant jusqu'à « la nature entière »tous les êtres vivants libres partout dans le cosmos. C'est « un ensemble illimité ». Pour Bergson ce n'est pas le concept d'humanité qui rend les morales universalistes opératoires, mais des personnes «aimant de fait l'humanité.» Ce sont les saints et les héros par leur simple apparition Ils mettent en cause la guerre, la morale limitée au groupe, égoïsme collectif. Worms cite la phrase célèbre de Pascal — « Vérité en deçà des Pyrénées, mensonge au-delà » — et la caricature en vue de stigmatiser la morale close : « Tu ne tueras pas en-deçàa des Pyrénées, tu tueras au-delà. » La morale qui s'y oppose c'est « la morale de l'Évanile.» Ou encore, plus précisément, celle du Sermon sur la montagne. Ce qui, note cette édition critique des Deux Sources, «ne pourrait être égalé .»

### Lien avecL'Évolution créatrice
Bergson relie alors Les Deux Sources à L'Évolution créatrice, ce qu'André Cresson résume ainsi :

« Dans ce livre, il n'a voulu tenir compte que des seules données de la biologie. L'expérience des mystiques permet d'envisager au-delà certaines « vraisemblances ». Pourquoi ne pas croire que la création est une entreprise de Dieu pour créer des Créateurs, pour s'adjoindre des êtres dignes de son amour ? Et Bergson écrit « Des êtres qui ont été appelés à l'existence qui étaient destinés à aimer et à être aimés, l'énergie créatrice devant se définir par l'amour. Distincts de Dieu qui est cette énergie même, ils ne pouvaient surgir que dans un univers et c'est pourquoi l'univers a surgi. Dans la portion d'univers qu'est notre planète, probablement dans notre système planétaire tout entier, de tels êtres pour se produire ont dû constituer une espèce et cette espèce en nécessiter une foule d'autres qui en furent la préparation le soutien et le déchet... » Voilà ce que l'expérience des mystiques permet d'ajouter comme une probabilité à ce que L'Évolution créatrice suggérait fortement. »

## Remarques finales. Mécanique et mystique (Chapitre IV)
« On a mal interprété », pense F.Worms, « les formules devenues si célèbres sur le corps « démesurément grandi » de l'humanité qui attendrait un « supplément d'âme ». On voudrait que cette âme ait quelque chose de mystérieux, un frisson obscur, un irrationalisme de plus. Mais il n'en est rien; elle a [cette orientation], elle aussi, déjà été définie, par l'ouverture morale, laquelle ne peut cependant s'appliquer mécaniquement à la situation nouvelle créée justement par la mécanique. Il ne suffit pas de prêcher l'amour, mais de trouver les solutions au problème créé par ces techniques qui pourraient les servir mais aussi servir la guerre et la haine, d'une manière encore plus redoutable que jamais (Bergson était l'un des premiers à évoquer l'extermination de l'ennemi et la destruction possible de la planète). Dès lors, il ne s'agit pas plus d'idéaliser l'éthique que de diaboliser la technique, mais au contraire de soumettre leur relation à la polarité, plus urgente que jamais du clos et de l'ouvert.»